# IT'S A WONDERFUL WORLD
《IT'S A WONDERFUL WORLD》，是日本樂團Mr.Children的第10張專輯。2002年5月10日發行。

## 簡介
前作原創專輯《Q》約一年半之後發行，這張專輯也是樂團主流出道10週年的紀念作品，特意挑選他們的第一張專輯《EVERYTHING》發行10週年當天發售這張專輯。
是樂團同年7月因櫻井和壽小腦梗塞而暫停活動之前的最後一張專輯。
專輯收錄了《溫柔的歌》、《youthful days》和《喜歡你》三首單曲和部分c/w曲。發售前曾預定收錄13首歌，最後是收錄了15首。專輯長度也是當時Mr.Children所有原創專輯中最長的。
製作專輯期間正值美國遭受九一一事件，九一一對樂團的衝擊和影響很大。正是從那開始，樂團的風格開始轉變，由1990年代後期著重對社會和人生的猛烈抨擊，轉為對這個「醜陋而又美麗的世界」的頌揚以及揭示人間的美好一面。專輯標題之前曾有過「醜陋而又美麗的世界」、「DEAR WONDERFUL WORLD」、「BLUE TO BLUE」等候選。
專輯以硬皮本小書的形式包裝，歌詞頁是樂團成員和一些動植物的自然接觸，先到的成員可以選擇和哪些生物一起拍攝，結果最遲來到的中川敬輔只剩下蛇讓他選擇。
總銷量122.8萬張，是2002年度日本專輯銷量第6位。

## 收錄曲目
1. overture
2. 蘇生
3. Dear wonderful world
4. one two three
5. 乾渴的kiss（渇いたkiss）
6. youthful days
7. Fastner（ファスナー）
8. Bird Cage
9. LOVE 開始愛了（LOVE はじめました）
10. UFO
11. Drawing
12. 喜歡你（君が好き）
13. 無論何時也要微笑（いつでも微笑みを）
14. 溫柔的歌（優しい歌）
15. It's a wonderful world

## 外部連結
- 唱片介紹（页面存档备份，存于） Mr.Children官方網站